# برلمان إقليم كردستان العراق
برلمان إقليم كردستان العراق (بالكردية: پەرلەمانی كوردستان) أو ببساطة «برلمان»، هو البرلمان الخاص بإقليم كردستان في العراق. ويتألف من ممثلين عن مختلف الأحزاب والقوائم الانتخابية التي يتم انتخابها كل أربع سنوات من قبل سكان الاقليم، الذي تحكمه حالياً حكومة إقليم كردستان. في عام 2009، تم تعديل قانون الانتخابات الكردستاني لعام 1992، وتغيير اسم الهيئة إلى البرلمان الكردي من اسمها السابق: الجمعية الوطنية الكردية. في فبراير 2024، أبطلت المحكمة الاتحادية العليا في العراق عدة مواد من قانون الانتخابات وعدّلته في الوقت نفسه، حيث خفضت عدد المقاعد في البرلمان من 110 إلى 100، من بين تغييرات هيكلية أخرى.
البرلمان هو هيئة من مجلس واحد تضم 100 عضو، حيث يتم حجز 5 مقاعد للأقليات غير الكردية في إقليم كردستان. يقع مبنى البرلمان في أربيل، عاصمة إقليم كردستان العراق.
تعقد الجلسات مرتين في السنة، وتستمر كل منها لمدة أربعة أشهر. ينقسم البرلمان إلى لجان تركز على مجالات معينة، مثل الشؤون القانونية والتعليم والتعليم العالي والمالية والاقتصاد والثقافة. يتم تقديم المقترحات التشريعية ومشاريع القوانين عن طريق المجلس الإقليمي للوزارات أو بموافقة عشرة أعضاء من البرلمان.

## تاريخ البرلمان
بعد فشل المحادثات بين الجبهة الكوردستانية ونظام صدام حسين في 26/10/1991 أقدمت الحكومة العراقية على سحب المؤسسات الادارية في مناطق كوردستان، وهذا ما خلق فراغاَ إدارياَ وقانونياَ، الشيء الذي أجبر الأحزاب الكردية على مواجهة تلك الازمة السياسية والادارية والقانونية التي خلقها نطام صدام حسين في كردستان، وعليه أقيم أول نظام برلماني كردي عبر الانتخابات بهدف إدارة الإقليم ووضع سلطة القانون.

## أعضاء في برلمان كردستان العراق

### أسماء الكتل للدورة الأولى من سنة 1992 إلى سنة 2005
- كتلة الحزب الديمقراطي الكردستاني
- كتلة حزب الاتحاد الوطني الكردستاني وحزب كادحي كوردستان
- كتلة الحركة الديمقراطية الأششورية
- كتلة اتحاد مسيحي كردستان

### أسماء الكتل للدورة الثانية من سنة 2005 إلى سنة 2009
- كتلة الوطنية الديمقراطية الكوردستانية
- كتلة الجماعة الاسلامية في كوردستان
- كتلة كادحي كوردستان

### أسماء الكتل للدورة الثالثة من سنة 2009 إلى سنة 2013
- كتلة الكردستانية
- كتلة حركة التغيير الكردية
- كتلة الخدمات و الاصلاح
- كتلة الحركة الاسلامية الكردستانية
- كتلة الحرية والعدالة والاجتماعية
- كتلة الحركة الدمقراطية التركمانية في كردستان العراق
- كتلة أربيل التركمانية
- كتلة المجلس الشعبي الكلداني السرياني الآشوري
- كتلة الأرمن

### أسماء الكتل للدورة الرابعة سنة 2013 إلى سنة 2017
- كتلة الحزب الديمقراطي الكردستاني
- كتلة حركة التغيير الكردية
- كتلة حزب الاتحاد الوطني الكردستاني
- كتلة حزب الاتحاد الإسلامي الكردستاني
- كتلة حزب الجماعة الاسلامية الكردستانية
- كتلة الحزب الشيوعي الكردستاني – العراق
- كتلة الحزب الاشتراكي الديمقراطي الكردستاني
- كتلة حزب الكادحين الكردستاني
- كتلة الحركة الإسلامية في كردستان العراق
- كتلة الأتجاه الثالث
- كتلة المجلس الشعبي الكلداني السرياني الآشوري
- كتلة الحرية
- كتلة الرافدين (العراق)
- كتلة أبناء النهرين
- كتلة الأرمن
- كتلة التقدم التركماني
- كتلة الجبهة التركمانية العراقية
- كتلة أربيل التركمانية
- كتلة الغيير والتجديد التركماني.

## عدد المقاعد لكل كتلة في برلمان اقليم كردستان

### الدورة الأولى (1992 - 2005)
- إجمالي المقاعد 105 مقاعد
- كتلة الحزب الديمقراطي الكردستاني 50 مقعدا
- كتلة حزب الاتحاد الوطني الكردستاني وحزب كادحي كردستان 50 مقعدا
- كتلة الحركة الديمقراطية الآشورية 4 مقاعد
- كتلة اتحاد مسيحيي كردستان مقعد واحد

### الدورة الثانية (2005 - 2009)
- إجمالي المقاعد 111 مقعدا
- كتلة الوطنية الديمقراطية الكردستانية 104
- كتلة الجماعة الإسلامية في كردستان – العراق 6 مقاعد
- كتلة الكادحين والمستقلين مقعد واحد

### الدورة الثالثة (2009 - 2013)
- إجمالي المقاعد 111 مقعدا
- كتلة الكردستانية 56 مقعدا
- كتلة حركة التغيير الكردية 25 مقعدا
- كتلة الخدمات والأصلاح 13 مقعدا
- كتلة الحركة الإسلامية في كردستان العراق مقعدان
- كتلة الحركة الديمقراطية التركمانية في كوردستان مقعدان
- كتلة أربيل التركمانية مقعد واحد
- كتلة المجلس الشعبي الكلداني السرياني الاشوري مقعد واحد
- كتلة الأرمن مقعد واحد

### الدورة الرابعة (2013 - 2017)
- إجمالي المقاعد 111 مقعدا
- كتلة الحزب الديمقراطي الكردستاني 38 مقعد
- كتلة حركة التغيير الكردية 24 مقعدا
- كتلة حزب الاتحاد الوطني الكردستاني 18 مقعدا
- كتلة الاتحاد الإسلامي الكردستاني 10 مقعد
- كتلة الجماعة الإسلامية في كردستان – العراق 6 مقاعد
- كتلة الحركة الإسلامية في كردستان العراق مقعد واحد
- كتلة كادحي كردستان مقعد واحد
- كتلة الاتجاه الثالث مقعد واحد
- كتلة الجبهة التركمانية العراقية مقعد واحد
- كتلة الغيير والتجديد التركماني مقعدان
- كتلة اربيل التركمانية مقعد واحد
- كتلة التقدم التركماني مقعد واحد
- كتلة المجلس الشعبي الكلداني السرياني الآشوري مقعدان
- كتلة الرافدين مقعدان
- كتلة أبناء النهرين مقعد واحد
- كتلة الأرمن مقعد واحد
- كتلة الحزب الشيوعي الكردستاني – العراق مقعد واحد

## بعض القوانين المهمة التي أقرها برلمان إقليم كوردستان[1]
- قانون الاستثمار في إقليم كردستان.
- قانون النفط والغاز في إقليم كردستان.
- قانون مكافحة الإرهاب في إقليم كردستان.
- قانون حقوق وامتيازات ذوي الشهداء والمؤنفلين لإقليم كوردستان.
- قانون مناهضة العنف الأسري في إقليم كردستان.
- قانون الهيئة العامة في إقليم كردستان للمناطق المتنازع عليها.
- قانون مجلس أمن إقليم كردستان.
- قانون حماية وتحسين البيئة في إقليم كردستان.

## وصلات خارجية
- الموقع الرسمي